# Phronia cupida
Phronia cupida är en tvåvingeart som beskrevs av Gagne 1975. Phronia cupida ingår i släktet Phronia och familjen svampmyggor. Inga underarter finns listade i Catalogue of Life.